# شهرستان مونو (کالیفرنیا)
شهرستان مونو در شرق بخش مرکزی ایالت کالیفرنیا به سمت شرق سیرا نوادا بین پارک ملی یوسیمیتی و نوادا در کشور آمریکا واقع شده‌است. مطابق با سرشماری سال ۲۰۰۰ جمعیت این شهرستان معادل ۱۲،۸۵۳ نفر می‌باشد. بخشداری آن بریج پورت می‌باشد.